# 江琛
江琛，福建福州永泰县上坊人，清朝政治人物、同進士出身。
同治七年（1868年）戊辰科進士，授广东知县。